# Nitromethan
Nitromethan, CH3NO2, ist die einfachste organische Nitroverbindung. Die Verbindung ist der einfachsubstituierte Vertreter der Reihe der Nitromethane mit Nitromethan, Dinitromethan, Trinitromethan und Tetranitromethan. Es ist ein Nitroalkan und ein Konstitutionsisomer der Carbamidsäure.

## Darstellung und Gewinnung
Im Labor liefert die Reaktion von Natriumchloracetat mit Natriumnitrit oder von Brommethan mit Silbernitrit Nitromethan. Die technische Gewinnung erfolgt durch Nitrierung von Methan oder durch Gasphasennitrierung von Propan, wobei es zu etwa 25 % im resultierenden Nitroalkangemisch enthalten ist.

## Eigenschaften

### Physikalische Eigenschaften
Nitromethan ist eine farblose, schwach riechende, leicht entzündliche Flüssigkeit mit einem Schmelzpunkt von −29 °C und Normaldrucksiedepunkt von 100,8 °C. Nitromethan ist mit Wasser nur begrenzt mischbar. Mit zunehmender Temperatur steigen die Löslichkeiten von Nitromethan in Wasser und von Wasser in Nitromethan.
| Löslichkeiten zwischen Nitromethan und Wasser[12] |         |      |      |      |      |      |      |      |      |      |       |
| Temperatur                                        | °C      | 0    | 9,5  | 19,7 | 31,0 | 40,4 | 50,0 | 60,5 | 70,5 | 80,2 | 89,8  |
| Nitromethan in Wasser                             | in Ma-% | 9,0  | 9,7  | 10,4 | 11,7 | 12,8 | 14,8 | 15,1 | 17,1 | 19,6 | 20,8  |
| Wasser in Nitromethan                             | in Ma-% | 1,10 | 1,44 | 1,91 | 2,50 | 3,65 | 5,8  | 6,13 | 7,92 | 8,18 | 10,42 |
Mit einem Wassergehalt von 23,6 Ma% bildet die Verbindung ein bei 83,59 °C und Normaldruck siedendes Azeotrop.
Das 1H-NMR-Spektrum zeigt nur ein einziges Signal bei 4,28 ppm für die C-H-Funktion. Dies ist eine signifikante Verschiebung gegenüber Methan mit 0,23 ppm. Für die Verbindung können zwei tautomere Strukturen formuliert werden. Neben dem Nitrotautomer existiert noch ein Nitronsäuretautomer. Das Gleichgewicht liegt allerdings praktisch auf der Seite des Nitrotautomers. Quantenchemische Berechnungen ergeben eine Differenz der freien Enthalpie von 59,8 kJ·mol−1 zur Nitronsäurestruktur.

### Thermodynamische Eigenschaften
Die Dampfdruckfunktion nach Antoine ergibt sich zu log10(P) = A−(B/(T+C)) (P in bar, T in K) mit A = 4,11350, B = 1229,574 und C = −76,221 im Temperaturbereich von 404,9 bis 476 K bzw. mit A = 4,40542, B = 1446,196 und C = −45,633 im Temperaturbereich von 328,86 bis 409,5 K.
| Eigenschaft               | Typ                | Wert [Einheit]                                    | Bemerkungen                |
| ------------------------- | ------------------ | ------------------------------------------------- | -------------------------- |
| Standardbildungsenthalpie | ΔfH0liquid ΔfH0gas | −113 kJ·mol−1 −81 kJ·mol−1                        | als Flüssigkeit als Gas    |
| Verbrennungsenthalpie     | ΔcH0liquid         | −709,6 kJ·mol−1                                   | als Flüssigkeit            |
| Wärmekapazität            | cp                 | 105,98 J·mol−1·K−1 (25 °C) 1,74 J·g−1·K−1 (25 °C) | als Flüssigkeit            |
| Kritische Temperatur      | Tc                 | 588 K                                             |                            |
| Kritischer Druck          | pc                 | 63,1 bar                                          |                            |
| Kritische Dichte          | ρc                 | 5,77 mol·l−1                                      |                            |
| Schmelzenthalpie          | ΔfH0               | 9,703 kJ·mol−1                                    | beim Schmelzpunkt          |
| Verdampfungsenthalpie     | ΔVH0               | 33,99 kJ·mol−1                                    | beim Normaldrucksiedepunkt |

Die Temperaturabhängigkeit der Verdampfungsenthalpie lässt sich entsprechend der Gleichung ΔVH0=Aexp(−βTr)(1−Tr)β (ΔVH0 in kJ/mol, Tr =(T/Tc) reduzierte Temperatur) mit A = 53,33 kJ/mol, β = 0,2732 und Tc = 588 K im Temperaturbereich zwischen 318 K und 374 K beschreiben.

Dampfdruck von Nitromethan, aufgetragen über der Temperatur

Verdampfungsenthalpie von Nitromethan, aufgetragen über der Temperatur

### Chemische Eigenschaften
Nitromethan besitzt aufgrund der elektronenziehenden Nitrogruppe (–I- und –M-Effekt) eine relativ starke CH-Acidität an der Methylgruppe. Folglich kann es durch starke Basen (hier als B− dargestellt) deprotoniert werden, wobei ein resonanzstabilisiertes Carbanion gebildet wird:
Die Salzbildung in Gegenwart von Alkalilaugen wie Natronlauge führt zu den entsprechenden Nitronsäuresalzen.
Die Dämpfe wirken auf das Zentralnervensystem, längere Exposition oder Verschlucken führen zu Leber- und Nierenschäden.

### Sicherheitstechnische Kenngrößen
Nitromethan bildet leicht entzündliche Dampf-Luft-Gemische. Die Verbindung hat einen Flammpunkt von 36 °C. Der Explosionsbereich liegt zwischen 7,1 Vol.‑% (180 g/m3) als untere Explosionsgrenze (UEG) und 63 Vol.‑% (1600 g/m3) als obere Explosionsgrenze (OEG). Eine Korrelation der Explosionsgrenzen mit der Dampfdruckfunktion ergibt einen unteren Explosionspunkt von 33 °C sowie einen oberen Explosionspunkt von 86 °C. Die Grenzspaltweite wurde mit 1,11 mm bestimmt. Es resultiert damit eine Zuordnung in die Explosionsgruppe IIA. Die Zündtemperatur beträgt 415 °C. Der Stoff fällt somit in die Temperaturklasse T2. Die elektrische Leitfähigkeit ist mit 5·10−7 S·m−1 eher gering.
Bei der Handhabung sind Sicherheitsregeln zu beachten, da Nitromethan detonationsfähig ist. Zwar ist die mechanische Empfindlichkeit sehr gering, im unreinen Zustand oder als Mischung mit anderen Stoffen, zum Beispiel Aminen, kann jedoch die Empfindlichkeit erhöht sein.
Wichtige Explosionskennzahlen sind:
- Explosionswärme: 1026 kJ·kg−1 (H2O (g)).[25]
- Detonationsgeschwindigkeit: 6210 m·s−1 bei der Dichte von 1,14 g·cm−3[25]
- Normalgasvolumen: 1102 l·kg−1.[25]
- Spezifische Energie: 1245 kJ·kg−1[25]
- Bleiblockausbauchung: 430 ml/10 g[25]
- Stahlhülsentest: negativ, Grenzdurchmesser <1 mm[26][27]

Gemische von Nitromethan mit Methanol sind ebenfalls detonationsfähig. Die Detonationsgeschwindigkeit sinkt mit zunehmenden Methanolanteil linear ab und sinkt bei einem Anteil von 35 % Methanol auf 5,08 km/s.

Detonationsgeschwindigkeit von Nitromethan-Methanol-Mischungen, aufgetragen über dem Massenanteil

## Verwendung

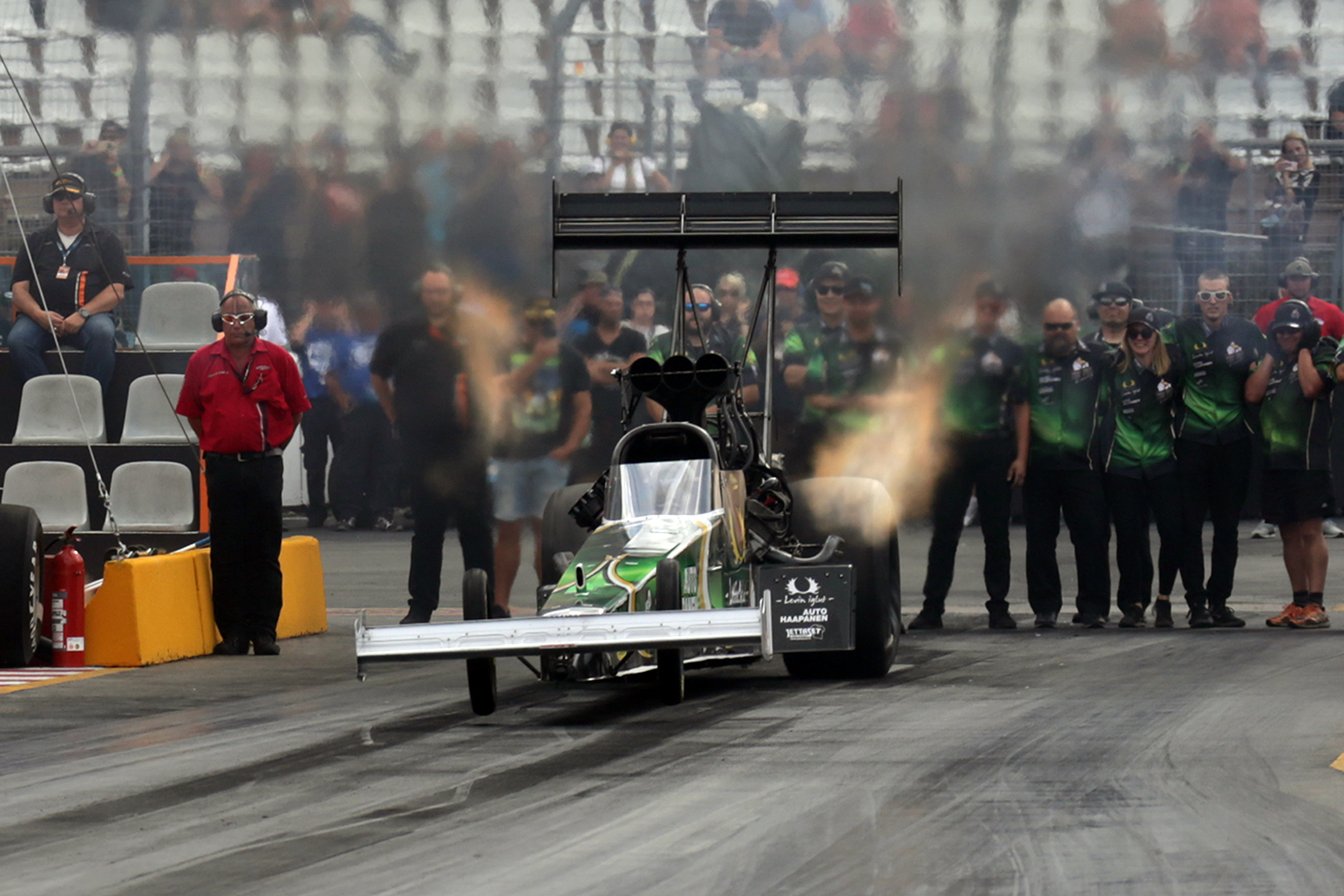
Top Fuel Dragster bei den NitrolympX

Nitromethan wird als Lösungsmittel für die Spektroskopie und Hochleistungsflüssigkeitschromatographie, zur Herstellung von Raketentreibstoffen, Explosivstoffen (PLX, ANNM), Insektiziden und als Zusatz für Ottokraftstoffe verwendet.
In der organischen Chemie ist es ein nützliches Reagenz, da es sich leicht deprotonieren lässt und in dieser Form Reaktionen wie etwa die Nitro-Aldolreaktion, auch Henry-Reaktion genannt, eingeht, durch die sich leicht aliphatische Nitroverbindungen herstellen lassen.
Die Verwendung als Rennkraftstoff ist sowohl historisch als auch aktuell die wichtigste Verwendung.

### Historische Verwendung
Erste belegte Anwendung als leistungssteigerndes Kraftstoffadditiv für Verbrennungsmotoren findet Nitromethan 1950, als Rodger Ward, ein US-amerikanischer Rennfahrer, eine Reihe überraschender Rennsiege erringt. Vic Edelbrock, zuständig für das Motorentuning, hatte in Versuchsreihen mit unterschiedlichen Nitromethananteilen im Benzin eine erhebliche Leistungssteigerung der Motoren erzielt. Allerdings benötigten sie langwierige Anpassungen, um mit diesem Kraftstoff Renndistanz zu überstehen.

### Heutige Verwendung
Im Modellbau wurden vor der Umstellung auf Akkubetrieb in funkferngesteuerten Modellautos und Flugmodellen meist Glühzündermotoren mit Methanol/Nitromethan-Gemisch eingesetzt. Nitromethan verbessert die Leistung der Motoren und wirkt gleichzeitig kühlend, wobei die Kühlung des Motors schwächer ist als die Erhitzung durch die Leistungssteigerung.
Im Motorsport wird ein Gemisch aus Methanol mit bis zu 85 % Nitromethan für die Top-Fuel-Dragster-Fahrzeugklasse als Treibstoff verwendet. Dabei kommen PKW-Ottomotoren zum Einsatz, für die der Modifikationsaufwand vergleichsweise gering ist. Weitergehende Umstellungen der Kennlinie, wie etwa bei reiner Methanol-Feuerung, sind hier nicht erforderlich. Mit reinem Nitromethan ist etwa die doppelte Leistung eines mit Benzin betriebenen Motors möglich, mit entsprechend höherer thermischer und mechanischer Belastung.

## Einschränkungen in der EU
Seit dem 1. Februar 2021 wurden nitromethanhaltige Kraftstoffe, die bei Hochleistungsmodellfahr- und flugzeugen benötigt werden, mit einem Nitromethangehalt von mehr als 16 % verboten. Restbestände mussten bis spätestens zum 31. Januar 2022 aufgebraucht werden. Ziel des Verbots ist es, Terroristen und Attentäter von der Herstellung von Explosivstoffen abzuhalten, obwohl die frei verkäuflichen Konzentrationen ohnehin auf Grund ihrer hohen Verdünnung vollkommen ungeeignet dafür wären.